# Ruban d'amorce Maynard
 (juillet 2023).

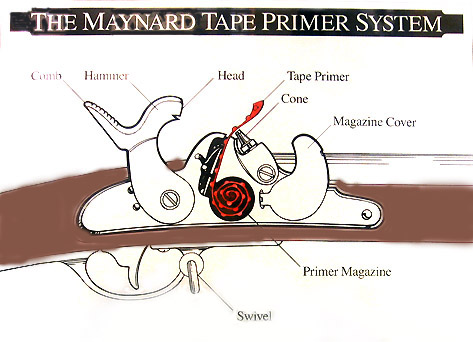
Système d'amorce de bande Maynard.

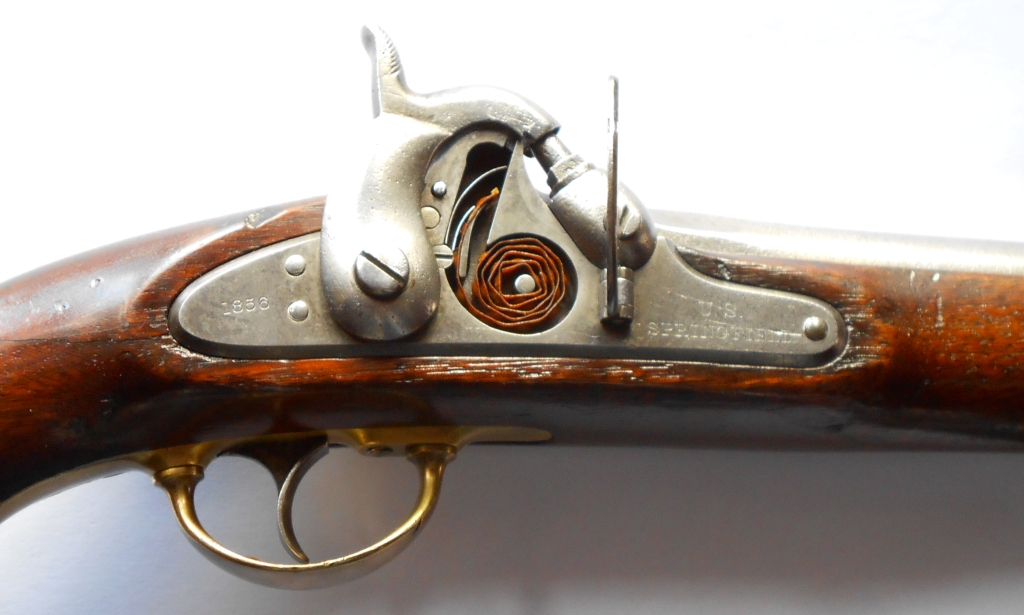
Springfield Model 1855 avec mécanisme d'amorçage de bande Maynard.

La bande à amorce Maynard ou ruban à amorce Maynard était un système conçu par l'inventeur Edward Maynard, spécialisé dans les armes à feu, pour permettre un rechargement plus rapide des mousquets.

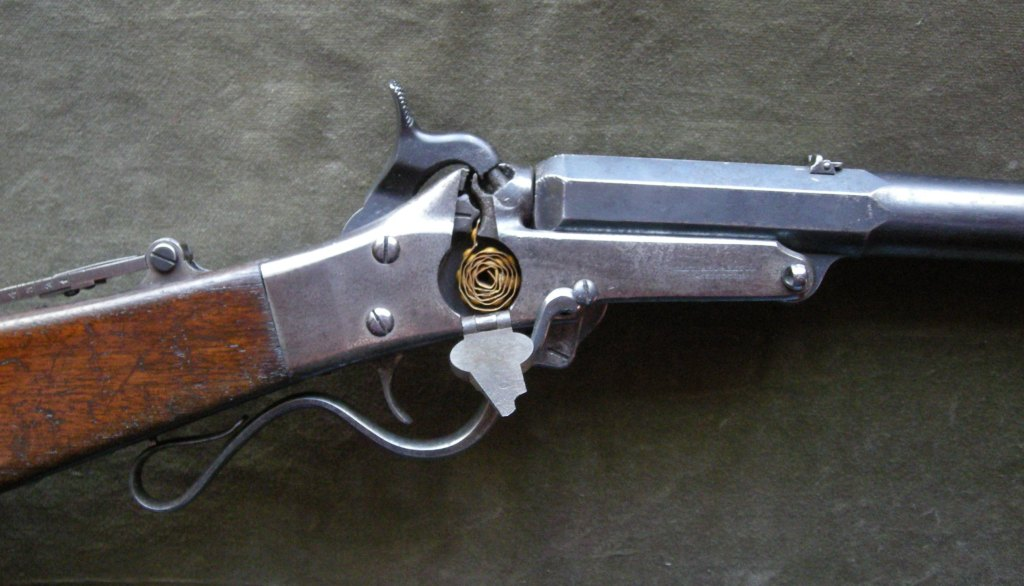
Carabine Maynard fonctionnant avec une bande-amorce.

## Invention
Les mousquets au début du XIXe siècle étaient équipés de platine à silex, qui avaient un taux élevé d'incidents de tir par temps humide et sous la pluie. En 1807, le premier système d'allumage à percussion a été breveté par Alexander Forsyth sur la base des recherches sur les fulminates menées par Edward Charles Howard, mais les systèmes de mise à feu par percussion efficace ne sont devenus disponibles que dans les années 1820, après l'expiration du brevet d'Alexander John Forsyth. C'est à partir de ce moment là qu'ils ont pu se répandre.
Les systèmes à percussion reposaient sur des petites en cuivre remplis de fulminate de mercure. Bien qu'ils aient considérablement amélioré la fiabilité des mousquets et leurs performances par temps humide, la lenteur de la cadence de tir des mousquets était toujours un problème car il fallait changer l'amorce à chaque tir. Le Dr Edward Maynard, un dentiste s'intéressant aux armes à feu, a incrusté de minuscules pastilles de matériau d'amorçage dans de fines bandes de papier, puis a collé une deuxième bande de papier sur la première, créant ainsi un ruban d'amorce. Le ruban pouvait être fabriqué rapidement et à moindre coût, car le papier était beaucoup moins cher que le cuivre. Maynard a également développé un système d'alimentation automatique qui ferait avancer la bande lorsque le marteau du mousquet était armé. Le marteau non seulement faisait exploser l'amorce, mais coupait également automatiquement le papier, éliminant ainsi la partie usée de la bande d'amorce.

## Réception initiale

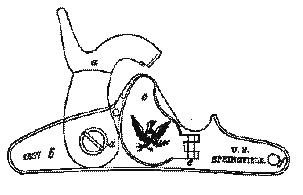
Schéma d'un mécanisme de verrouillage de mousquet Springfield modèle 1855. La petite plaque avec l'aigle dessus est la couverture du système de bande Maynard.

Le nouveau système de Maynard exigeait toujours que la charge de poudre et la balle Minié soient chargées de manière conventionnelle par la bouche du canon, mais le système de bande signifiait que la l'amorce n'avait plus besoin d'être chargé manuellement sur la cheminé de la platine. Cela a permis au soldat d'économiser une étape pendant le processus de rechargement, ce qui a augmenté la cadence de tir globale.
"L'Ordnance Board" était initialement hésitant quant à la conception, mais le secrétaire à la guerre, le futur président confédéré Jefferson Davis, était si enthousiaste à propos de la conception qu'il a été installé sur le fusil mousquet Springfield modèle 1855.

## Performances sur le terrain
La bande Maynard a bien fonctionné dans des conditions de test contrôlées, mais s'est avérée peu fiable sur le terrain. Le mécanisme s'est avéré délicat, s'encrassant facilement avec la boue et les débris. Le ruban avait été annoncé comme étanche, mais l'humidité et la pluie avaient tendance à être le pire obstacle à son fonctionnement. Les bandes de papier étaient trop sensibles aux intempéries. Pour les mousquets ultérieurs comme le Springfield Model 1861, le Département de l'Ordnance a abandonné le système Maynard et est revenu à l'ancien système à percussion. Le M1855 a été conçu pour utiliser soit le système Maynard, soit des amorces à percussion standard, et est donc resté fonctionnel même avec les problèmes du système Maynard et son abandon.
Des variantes du système de bande Maynard sont encore utilisées aujourd'hui dans les pistolets-jouets à pétard modernes.